# Finnici del Volga
I Finnici del Volga o Finlandesi del Volga sono un gruppo storico di popoli indigeni della Russia i cui discendenti includono i Mari, gli Erzya e i Mokša, come pure i popoli estinti dei Merya, Muroma e Meshchera.
I finnici del Volga abitano nei bacini del Sura e del Mokša, come pure (in minor numero) nella zona interfluviale tra il Volga e il Belaja. La lingua mari ha due dialetti, il mari della pianura e il mari della collina. Le lingue mordvine includono le lingue erza e mokša.. Questi dialetti e lingue sono correlati e formano un sottogruppo delle lingue uraliche.
I parlanti delle lingue finnopermiche, i Permiani sono talvolta considerati appartenenti al gruppo finnico dei popoli del Volga poiché, secondo alcune teorie, la loro antica patria era situata nella parte settentrionale del bacino del Volga.